# Weissia latiuscula
Weissia latiuscula är en bladmossart som beskrevs av C. Müller 1899. Weissia latiuscula ingår i släktet krusmossor, och familjen Pottiaceae. Inga underarter finns listade i Catalogue of Life.